# 大巴黎快线
大巴黎快线（法語：Grand Paris Express）是法国巴黎近郊巴黎地鐵一个建設／規劃中的自动化快速地铁网絡項目。该路网长約200公里，总共6条路线，以环绕巴黎的環狀路線15號線為骨幹，由2條既有路線延伸（號線）與新建4條路線（號線）组成，另外还有1条提议路线（19號線）。将连接巴黎近郊地區，包括巴黎各重要機場，並环绕市区一圈，最高速度110公里/小时，平均速度约60公里/小时。大巴黎快線預計每天為200萬乘客提供服務，用于缓解几条辐射向地铁和大區快鐵（Réseau Express Régional，RER）线路的负载，比如地铁13号线和RER A線。大巴黎快线为巴黎大都会发展计划（Paris Métropole）的一部分。

## 歷史

### 環巴黎鐵路
法蘭西島地區的環狀鐵路可以追溯到小环线铁路與大环线铁路，兩線分別於1862與1882年通車，其中前者於1934年關閉後廢棄，後者大部分路段仍在使用，但以貨運為主。但除此之外，巴黎地鐵、RER與法兰西岛大区列车都以城郊之間的輻射路線為主，僅有地鐵2號線與地鐵6號線兩線可以互補為環，但只服務巴黎市區的乘客，整個大巴黎地區缺少一條環狀地鐵路線串聯各條向郊區輻射的路線。

### 早期構想
1990年代初期，在國家修訂法蘭西島地區總體規劃（Le Schéma directeur de la région Île-de-France，SDRIF）期間，提到了幾個環狀地鐵項目。1994年第一個相關計畫被納入SDRIF，2006年政府修正提出，同年，營運巴黎地鐵的巴黎大眾運輸公司（Régie Autonome des Transports Parisiens，RATP）也提出類似的（都會外圍）計畫。

### 項目提出

大巴黎公共交通網絡 (2009)

2007年法蘭西島大區政府將各種早期計畫統整，並發表計畫，計畫長度60公里，其平均速度為每小時40公里。 車輛寬2.80（9.2英尺）（寬於巴黎地鐵的2.40（7.9英尺）），全自動駕駛。它將服務大約40個車站，站間距1至1.5公里，班距最短90秒，日運量約100萬人次。
另一方面，主理首都地區发展的国务秘書克里斯蒂安·布朗克（Christian Blanc）於2009年提出「大巴黎公共交通網絡」，由時任总统在4月29日正式对外宣布，并成為目前大巴黎快線的前身，該項目包括3條地鐵路線，其中之一為已投入營運的地鐵14號線，路線長155公里，約40個車站，可望緩解運量飽和的線路（地铁13号线、RER A線、RER B線等），預估2025年運量可達200萬人次。

### 項目修正

2011年的大巴黎快線計畫

由於中央政府提出的規劃與大區政府的衝突，兩方於2010年展開討論，並於2011年1月26日成功簽署了一份諒解備忘錄，將計畫與大巴黎公共交通網絡合併，並定名為「大巴黎快線」，2011年8月24日公布新的路線計畫圖，當中包括呈「6」字形走線、環繞市區並連接勒布尔热机场與戴高樂機場的大環狀線、延伸14號線以連接奧利機場、城東郊區的聯絡線與城西郊區的半環線。
翌年，時任RATP執行長表示2011年公布的項目融資有困難，必須更改。新計劃於2013年3月公布，使用與舊計劃完全相同的線位和站點，但重新組織了線路，並給予編號。調整包括：
- 原大環狀線東側內縮，東側改行走於原計畫中的東側郊區的聯絡線，環狀線編為15號線。
- 原東側郊區的兩條聯絡線之一由11號線東延。
- 原大環線東段，與北部連接勒布尔热机场與戴高樂機場的路線，獨立為新路線，分別編為16和17號線。
- 西側郊區半環線先施作至凡尔赛尚捷站，其餘路段暫緩，編為18號線。

### 建設開通
目前各路線均有工程進行，不過11號線目前的東延項目並非大巴黎快線計畫的部分，大巴黎快線計畫中11號線將繼續東延，與15、16號線交會，該段目前尚在規劃。其餘路線中：
- 號線北段於2020年12月延长4站至圣旺市政厅站，與13號線交會，分擔其運量，並連接13號線的兩條分支。[5][6]之後南北兩端的再延伸工程也于2024年完工，南端至奧利機場[7]，南北兩端延伸線完工後的14號線長27.8公里，有21座車站，其中20个已开通。[8]
- 號線線路長達75公里，共有36個車站，路線為「6字形」，是大巴黎快線的主要組成部分。分為南、東、西3段，其中南段優先建造，已於2016年動工[9]，長33公里、設置16座車站，預計2025年完工。[10]東段也在建設中，西段已列入公用事業，預計2030年完工。[11][12]
- 號線線路長29公里，共有10個車站，路線位於巴黎東部郊區，為半環線，部分路線與17號線共線，於2018年動工，計畫於2026、2028年分二階段通車。[13]
- 號線線路長26.5公里，共有9個車站，連接市區、勒布尔热机场與戴高樂機場，部分路線與16號線共線，於2019年動工，將分三階段於2026、2028和2030年開通。[14]
- 號線線路長35公里，共有10個車站，從奧利機場向西延伸，連接巴黎西南郊區，通往凡爾賽，工程於2020年開始，將分三階段於2026、2027和2030年開通。[15]
- 號線为提议路线，在2023年11月提出，连接戴高樂機場与15號線西段，横穿巴黎北部。[16]

## 路线列表

大巴黎快線的網路規劃

| 標誌           | 路線       | 通車 | 通車 | 車站數            | 長度 (公里)       |
| 標誌           | 路線       | 首段 | 全線 | 車站數            | 長度 (公里)       |
| -------------- | ---------- | ---- | ---- | ----------------- | ----------------- |
| 既有線延伸     |            |      |      |                   |                   |
| 巴黎地鐵11號線 | 11號線     | 1935 | 未知 | 22                | 無數據            |
| 巴黎地鐵14號線 | 14號線     | 2020 | 2024 | 21                | 30                |
| 新建路線       |            |      |      |                   |                   |
| 巴黎地鐵15號線 | 15号线     | 2025 | 2030 | 南段：16 全線：36 | 南段：33 全線：75 |
| 巴黎地鐵16號線 | 16号线     | 2026 | 2030 | 10                | 29                |
| 巴黎地鐵17號線 | 17号线     | 2026 | 2030 | 9                 | 26.5              |
| 巴黎地鐵18號線 | 18號線一期 | 2026 | 2030 | 10                | 35                |

## 使用车辆

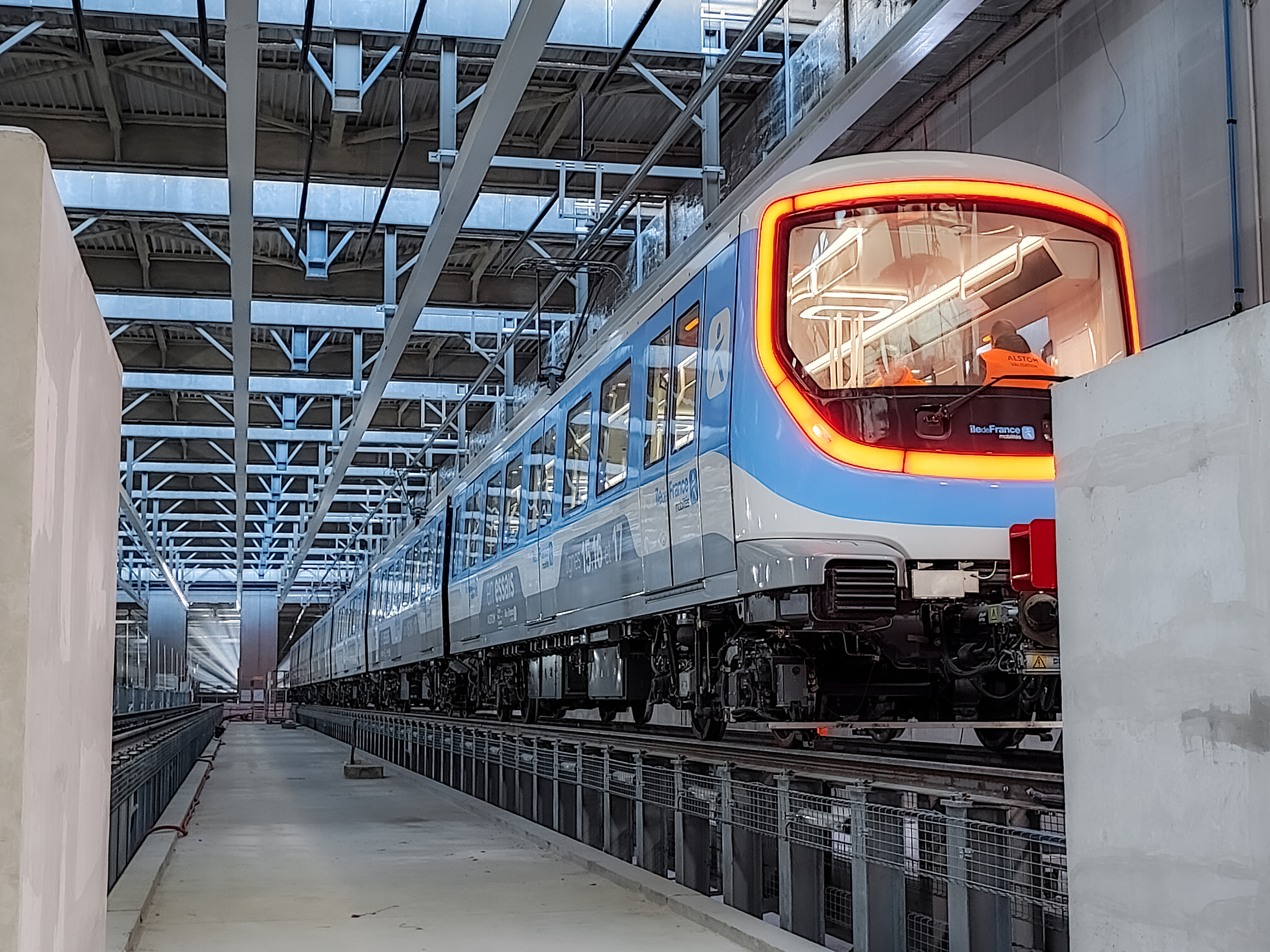
第一列MR6V列车

大巴黎快线各路線将为自动化地铁，预计2024年至2030年间通车。在新建路線上，大巴黎快线将使用阿尔斯通的新列车，包括架空線供电的號線的6编组MR6V、號線和號線的3编组MR3V，以及第三軌供電的號線MRV型列車，列车最高速度110公里/小时，平均速度约60公里/小时。
大巴黎快线列车将基于阿爾斯通大都會型列車制造，、和號線的列车为1500V直流电架空線供电，列车最高速度110公里/小时，阿尔斯通于2018年获得RATP的订单，包括133列6编组MR6V，以及50列3编组MR3V，共798辆列车。列车长度18公尺，宽度與巴黎地鐵传统的2.4公尺不同，為2.8公尺，内部以站位为主，减少座位，透过加大列车体积、减少座位，新列车载客量达到3编组500人、6编组1000人，有效缓解现有路线运营压力。另外列車还配備了多種舒適設備，例如车厢间连通、空調系統、USB連接埠、Wi-Fi和視訊監控。2023年6月第一列MR6V列车交付，之后于2023年11月28日开始试运行。
与、和號線不同，號線使用第三軌供電的MRV列車，同样由阿尔斯通制造，为3编组车辆，共37列、111辆，與MR3V、MR6V不同，MRV宽度仅2.5公尺，最高速度100公里/小时，载客量498人。

## 外部連結
- 大巴黎快線官网 （页面存档备份，存于）